# Фінлі (Вашингтон)
Фінлі (англ. Finley) — переписна місцевість (CDP) в США, в окрузі Бентон штату Вашингтон. Населення — 6152 особи (2020).

## Географія
Фінлі розташоване за координатами 46°10′10″ пн. ш. 119°2′41″ зх. д. / 46.16944° пн. ш. 119.04472° зх. д. (46.169450, -119.044842).  За даними Бюро перепису населення США в 2010 році переписна місцевість мала площу 37,73 км², з яких 29,95 км² — суходіл та 7,78 км² — водойми.

## Демографія
Згідно з переписом 2010 року, у переписній місцевості мешкало 6012 осіб у 2070 домогосподарствах у складі 1600 родин. Густота населення становила 159 осіб/км².  Було 2175 помешкань (58/км²).
Расовий склад населення:
| - 83,1 % — білих - 1,5 % — корінних американців - 0,6 % — азіатів - 0,3 % — чорних або афроамериканців - 0,1 % — вихідців з тихоокеанських островів - 11,6 % — осіб інших рас |

До двох чи більше рас належало 2,8 %. Частка іспаномовних становила 20,5 % від усіх жителів.
За віковим діапазоном населення розподілялося таким чином: 26,6 % — особи молодші 18 років, 61,9 % — особи у віці 18—64 років, 11,5 % — особи у віці 65 років та старші. Медіана віку мешканця становила 37,7 року. На 100 осіб жіночої статі у переписній місцевості припадало 106,0 чоловіків;  на 100 жінок у віці від 18 років та старших — 104,0 чоловіків також старших 18 років.
Середній дохід на одне домашнє господарство  становив 71 387 доларів США (медіана — 70 146), а середній дохід на одну сім'ю — 72 558 доларів (медіана — 69 167). Медіана доходів становила 67 500 доларів для чоловіків та 31 298 доларів для жінок. За межею бідності перебувало 5,9 % осіб, у тому числі 2,4 % дітей у віці до 18 років та 0,0 % осіб у віці 65 років та старших.
Цивільне працевлаштоване населення становило 2615 осіб. Основні галузі зайнятості: освіта, охорона здоров'я та соціальна допомога — 19,3 %, будівництво — 18,6 %, науковці, спеціалісти, менеджери — 16,3 %.